# Gianfranco Collino
Gianfranco Collino (Villa Regina, provincia de Río Negro, 10 de octubre de 1991) es un piloto argentino de automovilismo de velocidad. Iniciado en el ambiente de los karts provinciales y zonales, donde obtuvo diversos títulos en distintas categorías, compitió a nivel profesional en la Fórmula Renault Argentina, categoría en la que debutó en 2008 y de la que participara hasta 2012. 
Durante su participación en la Fórmula Renault Argentina en 2011, fue protagonista de un escándalo deportivo, tras conocerse la noticia de haber dado positivo en una serie de controles antidopaje, luego de una competencia corrida en el mes de septiembre de ese año. Tras haber reconocido su error, fue primeramente sancionado con un año de suspensión, sin embargo y atento a los antecedentes presentados por el piloto en su descargo, finalmente su pena le fue conmutada a 6 meses, retornando a la actividad a principios de 2012. El hecho constituyó el segundo caso de dopaje positivo detectado en la historia del automovilismo argentino, luego del caso detectado en 2002, cuando el piloto Fabián Yannantuoni fuera encontrado en la misma situación, cabiendo la misma sanción disciplinaria.
Luego de sorteado este inconveniente, continuó compitiendo en la Fórmula Renault, hasta que en 2013 debutaría en el campeonato de TC 2000, siendo convocado por el equipo dirigido por Rubén Salerno y Oscar Fineschi, para tripular una unidad Peugeot 408. Tras este paso por esta escuadra, cambiaría de equipo al año siguiente, conquistando el subcampeonato de esta divisional al comando de un Fiat Linea del equipo Pro Racing.

## Trayectoria
| Año       | Categoría                             | Automóvil          |
| --------- | ------------------------------------- | ------------------ |
| 1999-2008 | Piloto de karts                       | Karting            |
| 2008      | Debut en la Fórmula Renault Argentina | Tito 02-Renault    |
| 2009      | Fórmula Renault Argentina             | Tito 02-Renault    |
| 2010      | Fórmula Renault Argentina             | Tito 02-Renault    |
| 2011      | Fórmula Renault Argentina             | Tito 02-Renault    |
| 2012      | Fórmula Renault Argentina             | Tito 02-Renault    |
| 2013      | Debut en TC 2000                      | Peugeot 408        |
| 2014      | Subcampeón TC 2000                    | Fiat Linea         |
| 2015      | TC 2000                               | Fiat Linea         |
| 2015      | Debut en Súper TC 2000, 1 carrera     | Chevrolet Cruze    |
| 2016      | TC 2000                               | Toyota Corolla     |
| 2016      | TC 2000                               | Renault Fluence    |
| 2017      | Debut en Top Race Series              | Chevrolet Cruze II |

- [4]

## Palmarés
| Título     | Categoría | Automóvil  | Año  |
| ---------- | --------- | ---------- | ---- |
| Subcampeón | TC 2000   | Fiat Linea | 2014 |

## Resultados

### TC 2000
| Año  | Equipo                    | Auto             | 1    | 2    | 3     | 4     | 5    | 6     | 7     | 8     | 9     | 10     | 11    | 12   | 13    | 14     | 15     | 16     | 17    | 18    | 19  | 20     | 21    | 22     | 23     | Res. | Puntos |
| ---- | ------------------------- | ---------------- | ---- | ---- | ----- | ----- | ---- | ----- | ----- | ----- | ----- | ------ | ----- | ---- | ----- | ------ | ------ | ------ | ----- | ----- | --- | ------ | ----- | ------ | ------ | ---- | ------ |
| 2013 |                           |                  | RC   | BA I | RAF   | AG    | LP   | CON   | OLA   | ROS   | SJO   | JUN    | BA II | PDF  |       |        |        |        |       |       |     |        |       |        |        | 7°   | 128    |
| 2013 | DTF Racing                | Peugeot 408 I    | 8    | 4    | 2     | 6     | Ex.  | 9     | Ret   | 2     | 11†   | 6      | Ret   | 6    |       |        |        |        |       |       |     |        |       |        |        | 7°   | 128    |
| 2014 |                           |                  | AG I | LP   | JUN   | MER   | BA I | PAR I | RC    | CON   | BA II | PAR II | AG II | GR   |       |        |        |        |       |       |     |        |       |        |        | 2°   | 174    |
| 2014 | Pro Racing                | Fiat Linea       | 2    | 1    | 2     | Ret   | 5    | 13    | 6     | 1     | 12    | Ret    | 7     | NL   |       |        |        |        |       |       |     |        |       |        |        | 2°   | 174    |
| 2015 |                           |                  | AG   | AG   | CON   | CON   | BA   | BA    | MER   | JUN   | JUN   | LP I   | LP I  | NDJ  | RAF   | RAF    | LP II  | LP II  | SL    | SL    | RC  | RC     | CDU   | CDU    |        | 5°   | 183    |
| 2015 | Pro Racing                | Fiat Linea       | 3    | 8    | 12    | 1     | Ex.  | 11    | 3     | Ret   | 19    | 7      | 4     | 6    | 4     | 4      | Ret    | 3      | 2     | Ret   | 19† | 14     | NL    | 4      |        | 5°   | 183    |
| 2016 |                           |                  | SMM  | SMM  | CON I | CON I | BA I | BA I  | SJO   | SJO   | LP    | LP     | CDU   | CDU  | BA II | BA II  | CON II | CON II | RAF   | RAF   | AG  | RC     | RC    | PAR    | PAR    | 10°  | 174,5  |
| 2016 | Escudería Río de la Plata | Toyota Corolla X | 2    | Ret  | 11    | 7     | 3    | 8     |       |       |       |        |       |      |       |        |        |        |       |       |     |        |       |        |        | 10°  | 174,5  |
| 2016 | JM Motorsport             | Renault Fluence  |      |      |       |       |      |       |       |       | 1     | Ex.    | 8     | 3    | 16    | 8      | 5      | 3      | 12    | Ret   | Ret |        |       |        |        | 10°  | 174,5  |
| 2017 |                           |                  | AG I | AG I | BA I  | BA I  | CDU  | CDU   | PAR I | PAR I | RC    | RC     | BA II | SL   | SL    | PAR II | PAR II | AG II  | SMM   | CON   | CON | BA III |       |        |        | 27°  | 15     |
| 2017 | DTA Racing                | Peugeot 408 I    |      |      |       |       |      |       |       |       | 15    | 8      |       |      |       |        |        |        |       |       |     |        |       |        |        | 27°  | 15     |
| 2017 | Litoral Group             | Fiat Linea       |      |      |       |       |      |       |       |       |       |        |       |      |       |        |        | Ex.    |       |       |     |        |       |        |        | 27°  | 15     |
| 2018 |                           |                  | AG I | AG I | CDU   | CDU   | CON  | CON   | RC    | RC    | BA    | LP     | LP    | SL I | SL I  | AG II  | SMM    | SMM    | SL II | SL II | ROS | ROS    | PAR   | PAR    |        | -    | -      |
| 2018 | LR Team                   | Fiat Linea       |      |      |       |       |      |       |       |       | Ret   |        |       |      |       |        |        |        |       |       |     |        |       |        |        | -    | -      |
| 2019 |                           |                  | AG   | AG   | OLA   | OLA   | RC I | RC I  | CDU   | CDU   | PAR I | PAR I  | SNI   | SNI  | ROS   | ROS    | BA I   | RC II  | RC II | OBE   | OBE | BA II  | BA II | PAR II | PAR II | -    | 0      |
| 2019 | JM Motorsport             | Fiat Tipo II     | 16   | Ret  |       |       |      |       |       |       |       |        |       |      |       |        |        |        |       |       |     |        |       |        |        | -    | 0      |

### Súper TC 2000
| Año  | Equipo               | Auto              | 1   | 2   | 3   | 4   | 5   | 6    | 7   | 8   | 9   | 10  | 11  | 12  | 13    | Res. | Puntos |
| ---- | -------------------- | ----------------- | --- | --- | --- | --- | --- | ---- | --- | --- | --- | --- | --- | --- | ----- | ---- | ------ |
| 2014 |                      |                   | RAF | VIE | AG  | ROS | TOA | BA   | RES | SFE | SFE | SJU | TRH | COD | PDF   | -    | -      |
| 2014 | Equipo Chevrolet YPF | Chevrolet Cruze I |     |     |     |     |     | 5    |     |     |     |     |     |     |       | -    | -      |
| 2015 |                      |                   | JUN | ROS | OBE | TRH | RAF | SL I | SFE | SFE | TOA | GR  | SMM | AG  | SL II | -    | 0      |
| 2015 | Equipo YPF Chevrolet | Chevrolet Cruze I |     |     |     |     |     |      |     |     | Ret |     |     |     |       | -    | 0      |
| 2015 | Litoral Group        | Chevrolet Cruze I |     |     |     |     |     |      |     |     |     | Ret |     |     |       | -    | 0      |